# Garajowa Przełęcz Pośrednia
Garajowa Przełęcz Pośrednia (słow. Prostredné Garajovo sedlo) – położona na wysokości 1920 m przełęcz w grani głównej Liptowskich Kop w słowackich Tatrach Wysokich. Znajduje się pomiędzy Wielką Garajową Kopą (1969 m) a Małą Garajową Kopą (1929 m). Jest to płytkie i trawiaste siodło. Północne stoki spod przełęczy opadają do niewielkich polodowcowych dolinek: północne do Zadniego Rycerowego, a południowe do Dolinki Garajowej. Z Zadniego Rycerowego na przełęcz prowadzi trawiasty, szeroki zachód. Ma swój początek pod ścianą Małej Garajowej Kopy.
Rejon przełęczy był dawniej wypasany, od 1949 r. wraz z całymi Liptowskimi Kopami stanowi niedostępny dla turystów obszar ochrony ścisłej. Według polskich geografów jest zaliczany do Tatr Wysokich, według części słowackich – do Zachodnich.